# Campeonato Sul-Americano de Futebol de Salão de 1989
O Campeonato Sul-Americano de Futebol de Salão de 1989 foi a 10ª edição do Campeonato Sul-Americano de Futebol de Salão entre seleções nacionais, organizado pela Confederação Sul-Americana de Futebol de Salão e FIFUSA. Todos os jogos foram disputados na cidade de Aracaju, Brasil. 
O Brasil sagrou-se campeão batendo o Paraguai na final.

## Premiação
| Campeonato Sul-Americano de Futebol de Salão de 1989 |
| ---------------------------------------------------- |
| Brasil 9º Título                                     |

## Ranking final
|   | Brasil   |
|   | Paraguai |
|   | Uruguai  |
| 4 | Bolívia  |